# Vonónés II.
Vonónés II. (? – 51 n. l.) byl parthský velkokrál z rodu Arsakovců panující několik měsíců v roce 51 n. l. Byl bratrem krále Artabana II. a měl tři nebo čtyři syny – Vologaisa, Pakora, Tiridata a podle K. Schippmana i Gótarza, muže, jehož vystřídal na trůně.
Do roku 51 spravoval jako lokální král Atropatené v Médii, aniž jsou o jeho působení bližší zprávy. Po převzetí moci mu zbývalo jen několik měsíců života – příliš krátká doba na to, aby po sobě zanechal výraznější stopu. Tacitovo tvrzení, že panoval „krátce a neslavně“, přesto působí zaujatě. Říši dal přinejmenším schopné syny, z nichž Vologaisés I. je patrně nejznámější.